# جزيرة مونتاغ (ألاسكا)
جزيرة مونتاغ (بالإنجليزية: Montague Island)‏ تقع في خليج ألاسكا في مدخل لسان برينس وليام البحري في ألاسكا في الولايات المتحدة الأمريكية. 
تبلغ مساحتها 790 كم مربع، وهي في الرتبة 26 ضمن أكبر جزر الولايات المتحدة الأمريكية.
سماها القبطان جيمس كوك تكريماً لجون مونتاغ الإيرل الرابع لساندويتس أحد أكبر مؤيديه.